# 2015年ウィンブルドン選手権
2015年 ウィンブルドン選手権（2015ねんウィンブルドンせんしゅけん、The Championships, Wimbledon 2015）は、イギリス・ロンドン郊外にある「オールイングランド・ローンテニス・アンド・クローケー・クラブ」にて、2015年6月29日から7月12日にかけて開催された。

## シニア

### 男子シングルス
ノバク・ジョコビッチ def.  ロジャー・フェデラー, 7–6(7–1), 6–7(10–12), 6–4, 6–3
- ジョコビッチは2年連続3度目の優勝。4大大会9勝目を挙げた[1]。

### 女子シングルス
セリーナ・ウィリアムズ def.  ガルビネ・ムグルサ, 6–4, 6–4
- セリーナは3年ぶり6度目の優勝。4大大会21勝目を挙げた[2]。

### 男子ダブルス
ジャン＝ジュリアン・ロジェ /  ホリア・テカウ def.  ジェイミー・マレー /  ジョン・ピアーズ, 7–6(5), 6–4, 6–4

### 女子ダブルス
マルチナ・ヒンギス /  サニア・ミルザ def.  エカテリーナ・マカロワ /  エレーナ・ベスニナ, 5–7, 7–6(4), 7–5

### 混合ダブルス
マルチナ・ヒンギス /  リーンダー・パエス def.  ティメア・バボシュ /  アレクサンダー・ペヤ, 6-1, 6-1